# زیردریایی یو-۸۵۹
زیردریایی یو-۸۵۹ (به انگلیسی: German submarine U-859) یک زیردریایی بود که طول آن ۸۷٫۶ متر (۲۸۷ فوت) بود. این زیردریایی در سال ۱۹۴۳ ساخته شد.